# 목포여자고등학교
목포여자고등학교(木浦女子高等學校)는 대한민국 전라남도 목포시 대성동에 위치한 공립 고등학교이다.

## 학교 연혁
- 1944년 3월 30일 : 목포공립여자상업실수학교 설립 인가
- 1944년 6월 1일 : 개교
- 1947년 2월 6일 : 목포정명공립여자중학교 승격 인가(인문6년제)
- 1947년 9월 1일 : 목포항도공립여자중학교로 개칭
- 1951년 9월 1일 : 목포여자고등학교로 개칭
- 1963년 11월 30일 : 목중․고와 교사 환치하여 현 위치로 이전
- 2015년 3월 1일 : 22학급 인가(특수 1학급 신설)
- 2023년 3월 1일 : 제25대 문은희 교장 부임
- 2025년 2월 6일 : 제74회 154명 졸업(총 22,898명)
- 2025년 3월 4일 : 신입생 163명 입학

## 참고 자료
- 목포여자고등학교 - 한국교육학술정보원 학교알리미